# 貝奇瓦河畔利普尼克

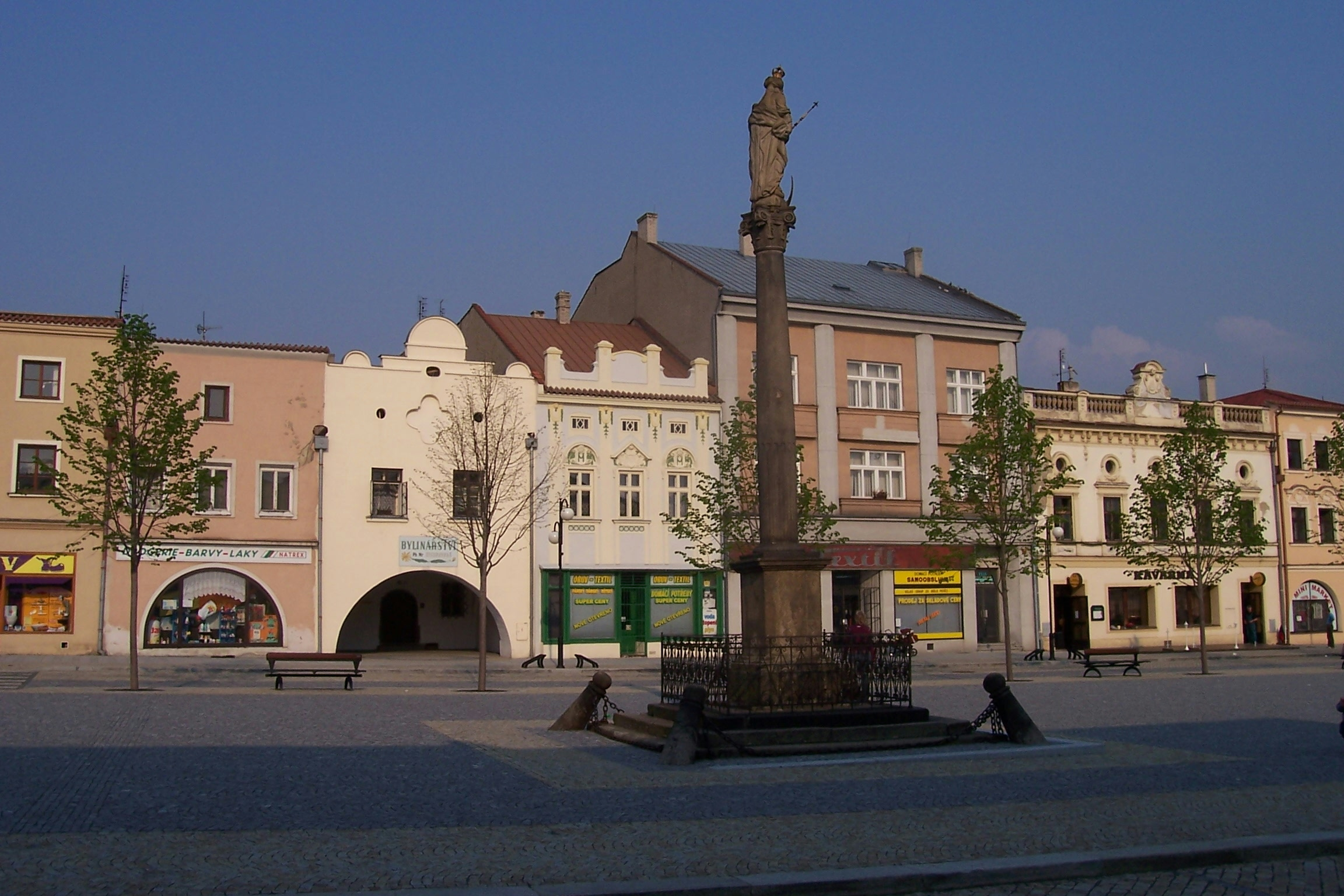

貝奇瓦河畔利普尼克是捷克的城鎮，位於該國東部貝奇瓦河畔，距離赫拉尼采12公里，由奧洛穆克州負責管轄，面積30.57平方公里，海拔高度233米，2006年人口8,520。

## 外部連結
- （捷克文） Official website （页面存档备份，存于）